# Chris Marrs Piliero
Chris Marrs Piliero é um ator, escritor, produtor, e diretor de curtas-metragens e vídeos musicais estadunidense.

## Videografia
2007
- "Be Good to Me" de Ashley Tisdale

2010
- "If You Let Me" de JP, Chrissie and the Fairground Boys
- "Tighten Up" de The Black Keys
- "Hey Baby, Here's That Song You Wanted" de Blessthefall

2011
- "Howlin' for You" de The Black Keys
- "For You, And Your Denial" de Yellowcard
- "Blow" de Kesha
- "Hang You Up" de Yellowcard
- "Around My Head" de Cage the Elephant
- "I Wanna Go" de Britney Spears
- "Criminal" de Britney Spears

2012
- "I Found You" de The Wanted

2013
- "People Like Us" de Kelly Clarkson
- "Rock N Roll" de Avril Lavigne
- "Popular Song" de Ariana Grande and MIKA

2014
- "Ugly Heart" de G.R.L
- "Break Free" de Ariana Grande
- "Santa Tell Me" de Ariana Grande

2017
- "Everyday" de Ariana Grande